# Thamnaconus modestoides
Thamnaconus modestus es una especie de peces de la familia Monacanthidae en el orden de los Tetraodontiformes.

## Morfología
Los machos pueden llegar alcanzar los 30 cm de longitud total.

## Hábitat
Es un pez de mar de clima templado y asociado a los  arrecifes de coral que vive entre 73-200 m de profundidad.

## Distribución geográfica
Se encuentran en Sudáfrica, el Japón y el noroeste de Australia.

## Observaciones
Es inofensivo para los humanos.